# Лот, Иоганн Карл
Иоганн Карл Лот (нем. Johann Karl Loth, известный также, как Карл, Карел, Карлотто и Карло Лотти, 8 августа 1632, Мюнхен — 6 ноября 1698, Венеция) — немецкий живописец, рисовальщик и гравёр эпохи барокко, караваджист.

## Биография
Иоганн Карл Лот родился в Мюнхене в семье баварского придворного художника Ульриха Лота. После обучения рисунку и живописи у отца и матери — живописца-миниатюристки — он после 1655 года продолжил художественное образование в Италии, в Риме, где подружился с голландским живописцем Виллемом Дростом, учеником Рембрандта, который отправился с ним в Венецию. Там он познакомился с художниками итальянского барокко, так называемыми тенебристами: Франческо Руски, Джованни Баттиста Ланджетти и Антонио Дзанки. Помимo картин на мифологические и библейские сюжеты, после 1670 года он также написал несколько алтарных образов для церквей в Венеции, на Терраферме и в [[Баварии|Баварии]]. В Италии он получил уменьшительное прозвание Карлотто.
В Венеции Карл Лот учился в мастерской художника Пьетро Либери. Вначале он был подвержен влиянию Караваджо, а в более поздних работах ощутимо воздействие живописной манеры Пьетро да Кортона, основанной на принципах академизма мастеров болонской школы живописи.
Учеником Иоганна Карла Лота был Иоганн Михаэль Роттмайр, сотрудником — Санте Прунати.
Произведения живописца имеются в мюнхенской, кассельской, брауншвейгской, венской и других галереях мира. В санкт-петербургском Эрмитаже имеются шесть картин художника.

## Галерея

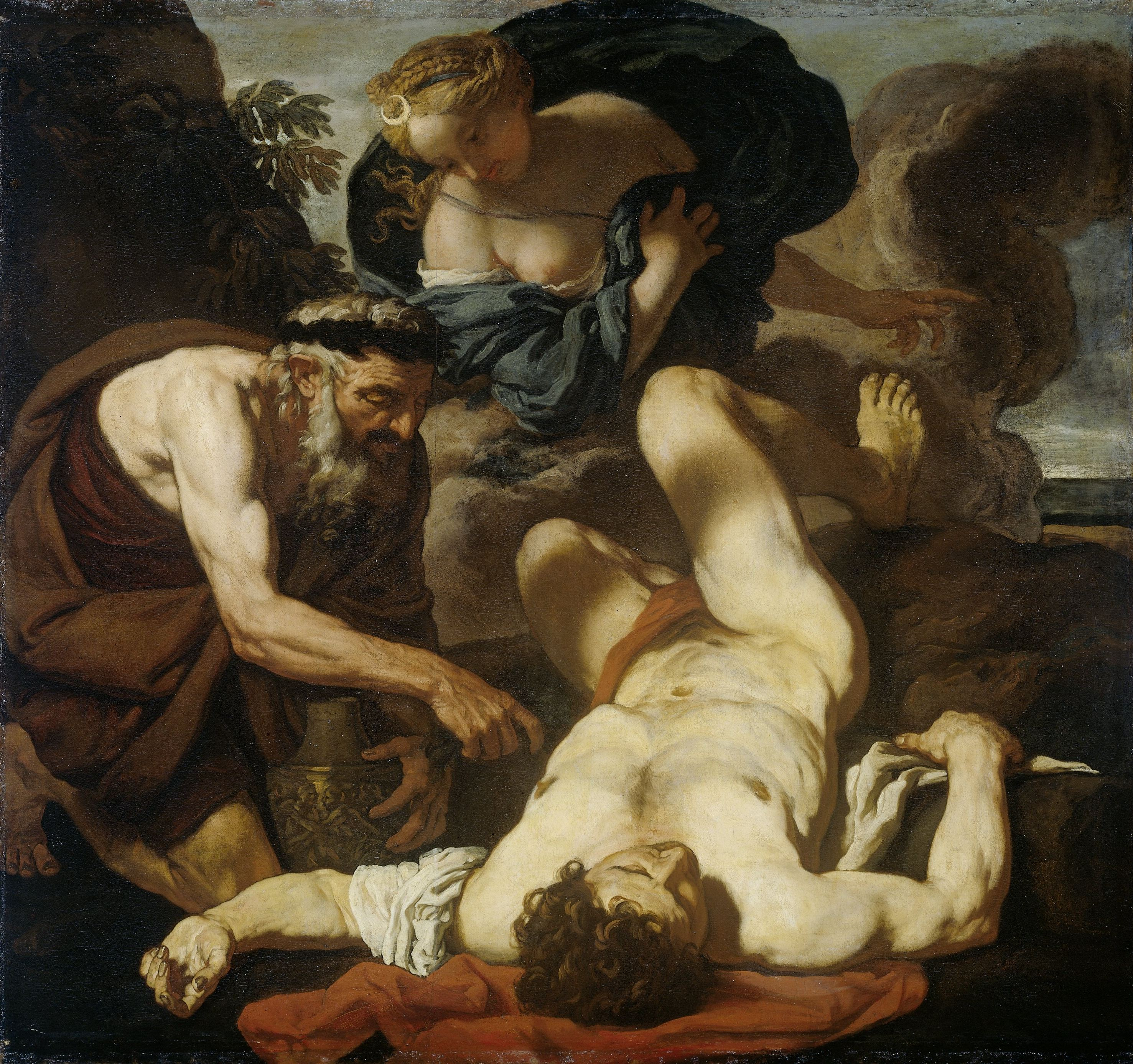
Селена и Эндимион. Между 1660 и 1680. Холст, масло. Рейксмюсеум, Амстердам
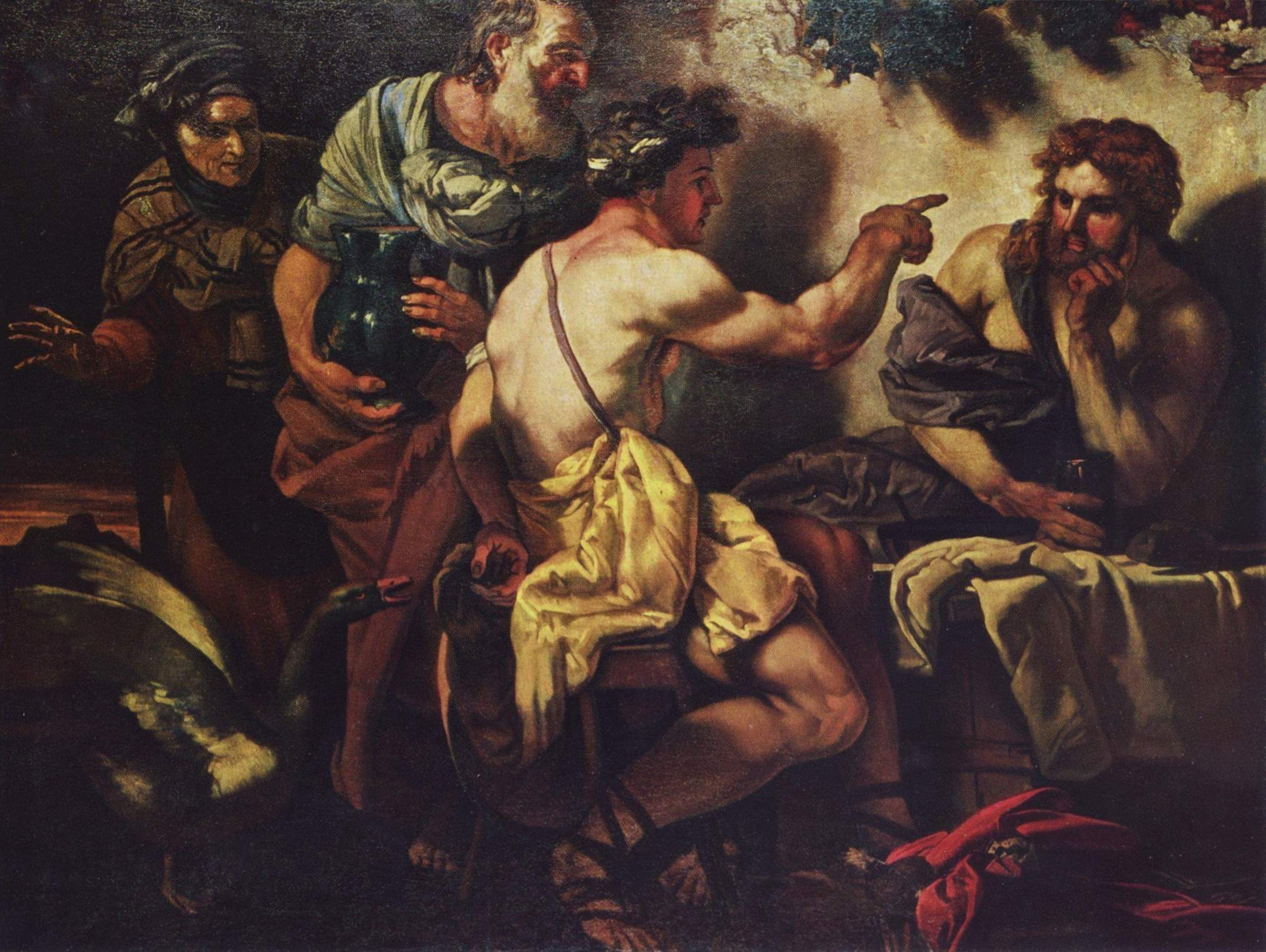
Юпитер и Меркурий в гостях у Филемона и Бавкиды. Между 1659 и 1662. Холст, масло. Музей истории искусств, Вена
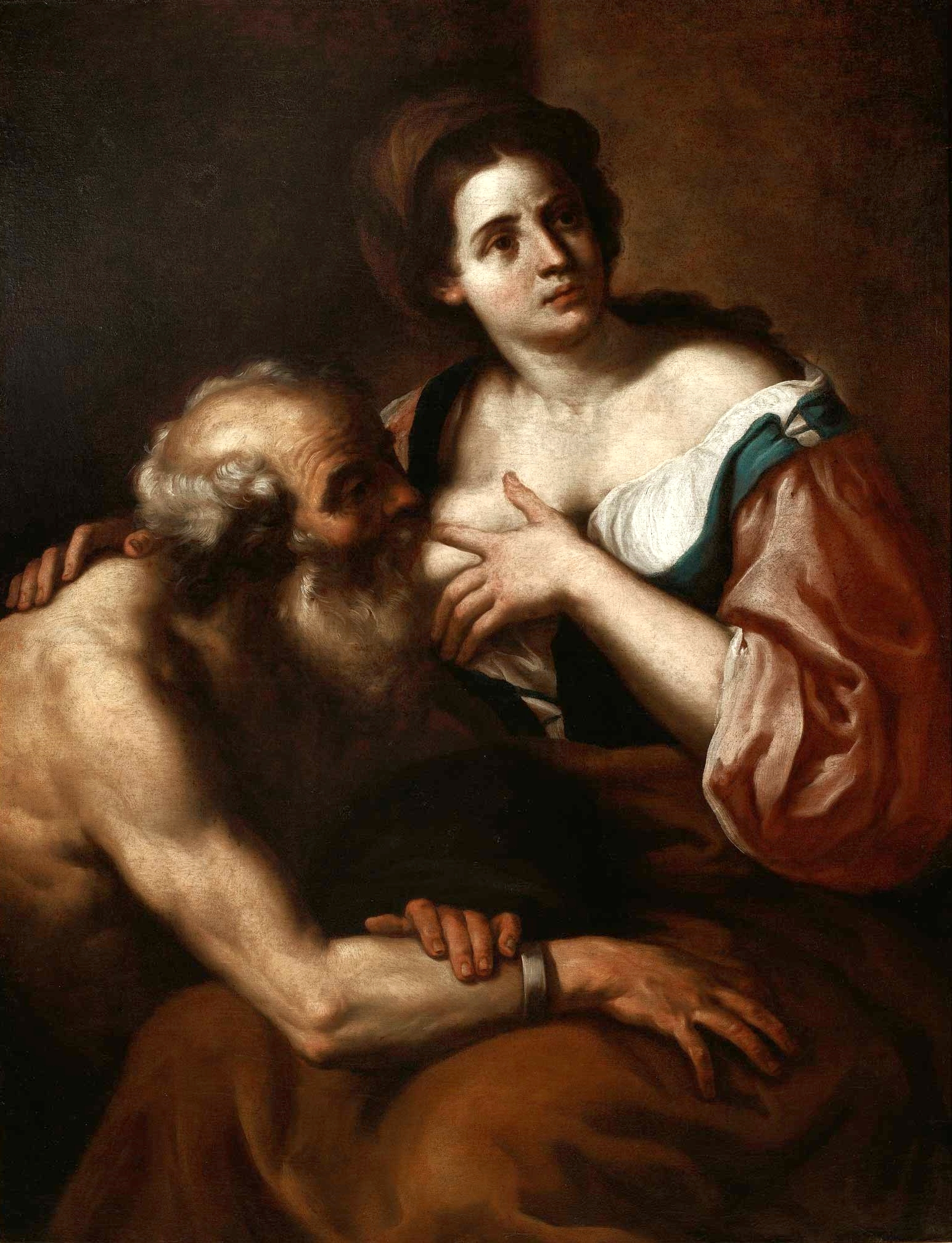
Римское милосердие. Холст, масло. Музей дворца Вилянув, Варшава
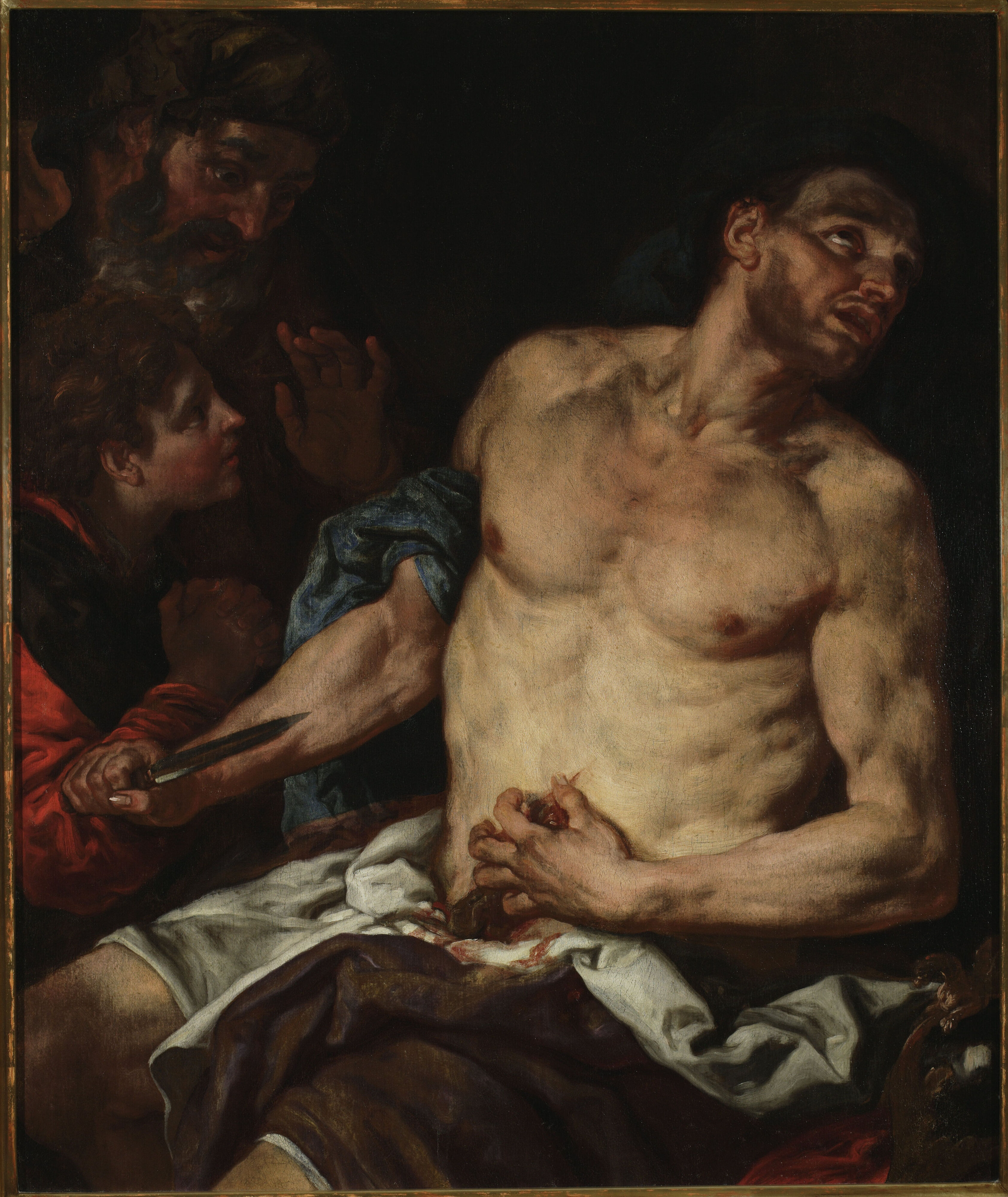
Смерть Катона Утического. Между 1650 и 1700. Холст, масло. Национальный музей, Варшава
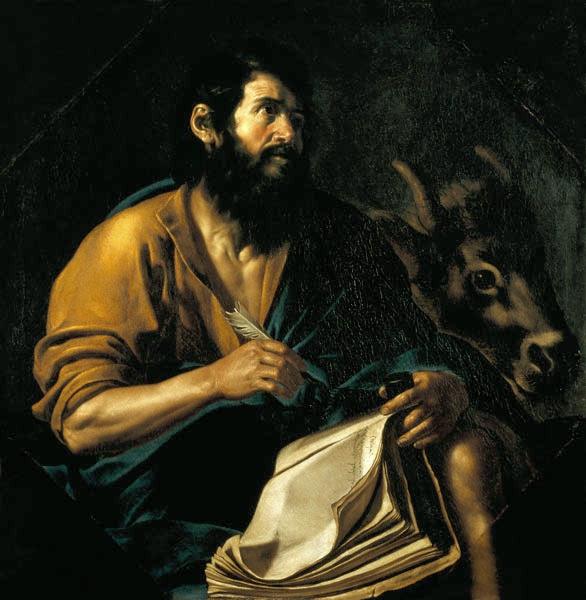
Святой Лука. Холст, масло. Музей дворца Вилянув, Варшава
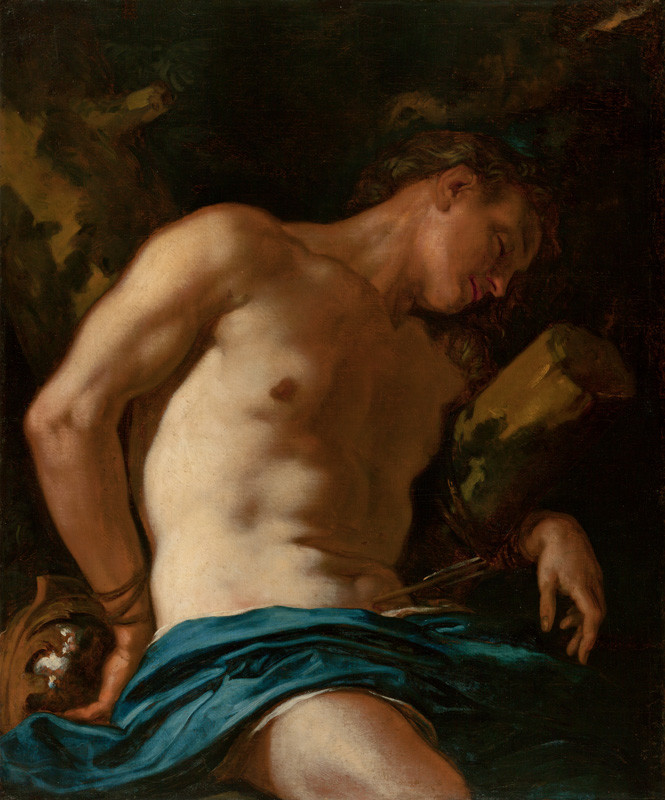
Святой Себастьян. Холст, масло. Национальная галерея, Прага
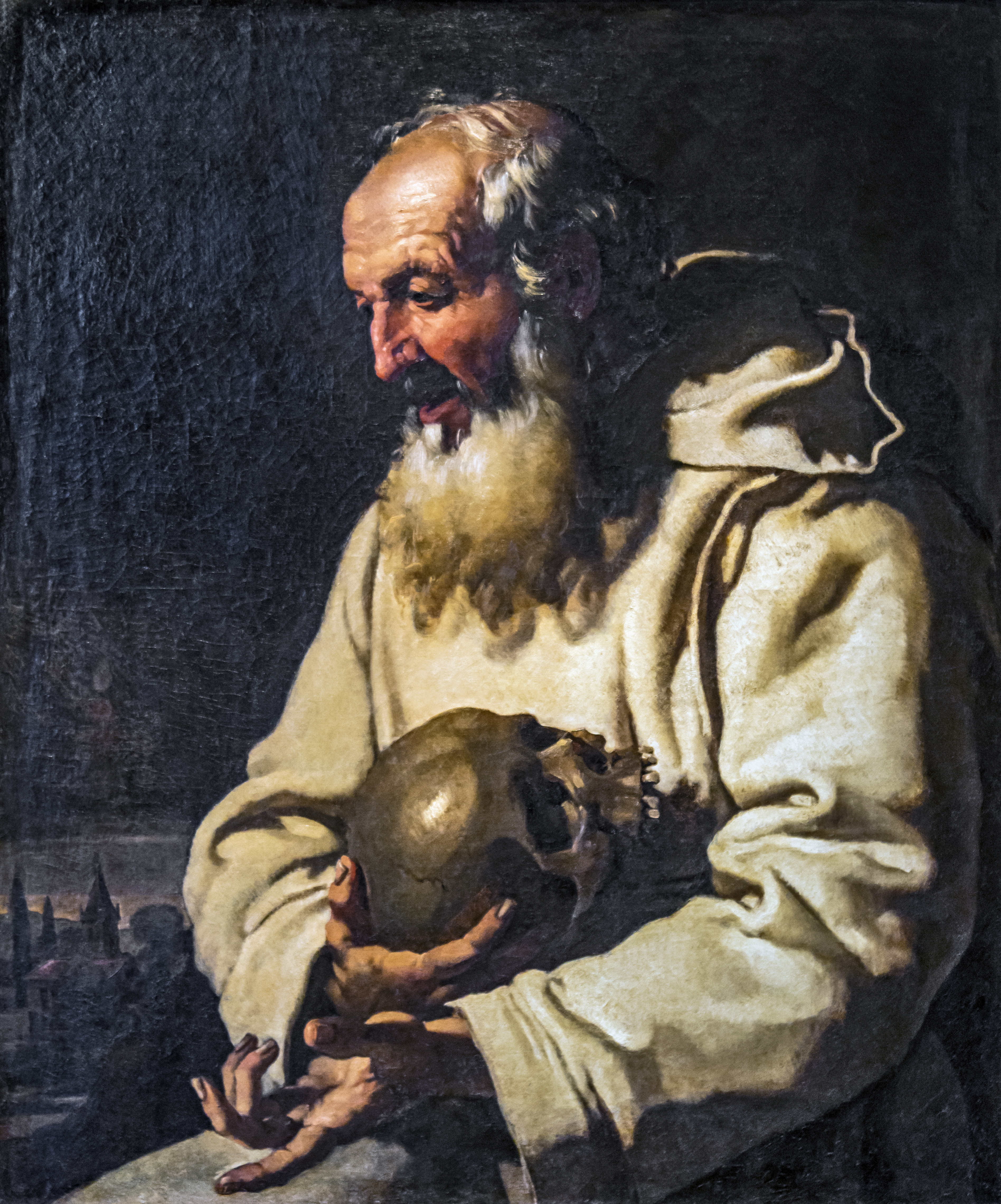
Святой Ромуальд. Холст, масло. Галерея Академии, Венеция

## Избранные произведения
- Адам оплакивающий смерть Авеля (Флоренция, галерея Уффици)
- Добрый самаритянин (около 1676, Поммерсфельден, собрание Шёнборн)
- Ева соблазняющая Адама (Оттава, Канада, National Gallery of Canada)
- Младенца Моисея опускают в Нил (Санкт-Петербург, Эрмитаж)
- Кимон и Перо (Санкт-Петербург, Эрмитаж)
- Возвращение блудного сына (Санкт-Петербург, Эрмитаж)
- Ревекка у колодца (Санкт-Петербург, Эрмитаж)
- Афродита перед Зевсом (Санкт-Петербург, Эрмитаж)
- Юпитер и Меркурий в гостях у Филемона и Бавкиды (до 1659, Вена, Музей истории искусств)
- Притча о добром самарянине (Вена, Музей истории искусств)
- Наказание Аполлоном Марсия (в собрании Челябинского областного музея искусств[9])
- Человек с черепом (Национальный музей в Варшаве)
- Человек с вазой (Национальный музей в Варшаве)
- Смерть Катона Утического (Национальный музей в Варшаве)
- Сусанна и старцы (Национальный музей в Варшаве)
- Сцены из истории Иова (Национальный музей в Варшаве)
- Опьянение Ноя (Мюнхен, Старая пинакотека)
- Святое семейство (1681, Венеция, San Silvestro)